# Зграда Народног музеја Крушевац
Зграда Народног музеја Крушевац је подигнута 1863.године.  Налази се у првој згради крушевачке Гимназије, у оквиру заштићеног простора средњовековног крушевачког утврђења са остацима двора кнеза Лазара и његовом задужбином црквом  Светог Стефана - Лазарицом.

## Историјат
Први школовани окружни инжењер у Крушевцу, Франц Мил, је на иницијативу крушевачке општине, решио питање положаја нове школе у вароши, будуће Гимназије, 1856. године. Франц Мил је предложио две локације за школу, обе у непосредној близини цркве Лазарице. Обе локације биле су у складу са тадашњим и са касније донесеним прописима о грађењу јавних грађевина по којима је требало школе сместити у средиште места, на сувом земљишту и чистом ваздуху, окренуте југозападу, са пространим и светлим учионицама, тако да постоји могућност проширења зграде. Пројектант крушевачке Гимназије је остао непознат, али је извесно да је у надзирању њеног грађења учествовао тадашњи окружни инжењер Мартин Матијашевић, који је био задужен за све јавне грађевинске радове у крушевачком округу. Започете послове свог претходника Франца Мила је привео крају и предао кључеве новоизграђене школе месној власти 1863. године. У то време, планови за изградњу школских зграда је морао бити урађен у Главној управи грађевина, која је у рангу министарства  формирана 1859. године или од стране неког локалног инжењера. У том случају овакав пројекат је морао бити одобрен у Главној управи грађевина. Средства за подизање зграде је обезбедила крушевачка општина.Свечано отварање школе је уприличено 1865. године. Истицала се својом лепотом и монументалношћу. У овом здању поред Гимназије која је била смештена на спрату, све време радила је и основна школа, која је користила просторије у приземљу.

### Првобитни изглед грађевине
Првобитни изглед је остао забележен на само неколико гравира, цртежа и фотографија из последњих деценија 19. и првих година 20. века. Неоренесансна архитектура зграде одраз је тадашњег владајућег стила у изградњи просветних зграда и осталих објеката. Зграда је у основи била правоугаоног облика са додатим елементом на фронталној страни, дужине 30 м и ширине 15 м. Зграда је конципирана као симетричан слободностојећи објекат са подрумом, приземљем и спратом. Организација унутрашњег простора која се једним делом очувала до данас била је двоспратног типа са просторијама распоређеним са обе стране средишњег ходника у приземљу и на спрату. Не зна се како је изгледао улазни део зграде и где је било смештено степениште које је водило на спрат. Зидана је опеком и делимично каменом у зони сокла и подрума. Међуспратна конструкција је била дрвена осим над подрумом где је зидана сводно опеком.
Прочеље зграде било је рашчлањено на три површине, са наглашеним тимпаноном у висини крова у чијем је средишту био постављен окулус. Фасада је подељена хоризонтално – устаљеном академском деобом по зонама – и вертикално акцентовањем одређених маса и правилним ритмичним распоредом отвора. Главни улаз био је постављен на средишњем делу ризалита. Подела фасаде по хоризонтали извршена је међуспратним и парапетним венцем, који континуално повезује доње ивице прозорских отвора на спрату и наглашеним профилисаним поткровним фризом. Дворишна фасада је скромнија, без средишњег ризалита али прати хоризонталну поделу чеоне стране. Кров је био покривен црепом и зарубљен на угловима задње фасаде. На делу крова изнад ризалита, према цртежима из 19. века, налазила се издужена кула, у којој је, можемо претпоставити, било смештено школско звоно, а лево и десно од ње истицали су се мали полукружни кровни прозори.

### Промене из 1908. године
Потреба за проширењем зграде се указала крајем 19. века, али услови за доградњу су се указали тек. 1908. године. Грађевинске радове је контролисао надзорни инжењер Димитрије Д. Тодоровић. Тада је на западној страни дограђено крило, а првобитни улаз је премештен на централни део северне фасаде. Фасаде су обогаћене сецесисјким флоралним и геометријским орнаментима, као и рељефним представама Вука Караџића и Доситеја Обрадовића. Испод њихових представа се, у слепим прозорима налазе два важна датума из историје здања, 1863. и 1908. година,уоквирене гирландама.